# Книжний покажчик
Книжний покажчик — довідковий матеріал, який допомагає читачеві швидко знайти потрібний текст у виданні.
За характером оформлення поділяються на анотовані (ті, що мають короткі відомості про приведені терміни, імена тощо) та «глухі показчики», що посилаються лише на сторінку видання. У анотованих покажчиках після терміну, який, як правило, набирають шрифтом із виділенням, ставлять крапку й тире або тільки тире. Цифри — посилання на сторінки — набирають шрифтом, який відрізняється від основного, — курсивом чи напівжирним. У «глухих покажчиках» посилання на сторінки від термінів нічим не виділяються і відбивають пробілом шириною в половину кегля шрифту, яким набраний покажчик.
За призначенням показчики можуть бути: предметними, термінологічними, іменними, географічними, хронологічними, комбінованими, бібліографічними та показчиками заголовків.

## Вимоги до розміщення покажчика
- Кожний рядок покажчика починають із лівого краю колонки, наступні рядки дають із втяжкою.
- Якщо покажчик складається з загальних та поодиноких понять, тоді наступні звичайно набирають із невеликим відступом вліво.
- Кожний покажчик починають із нової сторінки зі спуском, перший з покажчиків бажано починати на непарній сторінці.
- Першим завжди верстають іменний покажчик, а останнім — покажчик заголовків для багатотомних творів.
- Іноді рядки покажчиків дуже короткі, тільки у цьому випадку текст краще набирати та верстати у дві колонки.
- Усі покажчики розміщують у самому кінці видання, за ними можуть бути заверстані лише зміст і випускні дані.